# فونتانابران
فونتانابران (بالإنجليزية: Fontanabran)‏ هو أحد جبال سلسلة جبال الألب شابلايس وجزء من القمة الأم دينتس دو ميدي يقع في سويسرا. يبلغ ارتفاع الجبل حوالي 2703 متر، بينما يبلغ ارتفاع نتوء الجبل 222 متر.